# Referéndum constitucional de Francia de octubre de 1946
El 13 de octubre de 1946 se celebró en Francia un referéndum constitucional. Se preguntó a los votantes si aprobaban una nueva Constitución propuesta por la Asamblea Constituyente elegida en junio. A diferencia del referéndum de mayo, en el que se rechazó una propuesta constitucional anterior, la nueva Constitución del 27 de octubre de 1946 fue aceptada por el 53,2% de los votantes y dio origen a la Cuarta República francesa. La participación electoral fue del 67,6%.
El nuevo proyecto de Constitución mantenía el bicameralismo, cuya abolición fue propuesta en el proyecto anterior que había sido rechazado.

## Resultados
| Opción                             | Votos      | %    |
| ---------------------------------- | ---------- | ---- |
| Sí                                 | 9 297 470  | 53.2 |
| No                                 | 8 165 459  | 46.8 |
| Votos nulos/blancos                | 329 079    | –    |
| Total                              | 17 792 008 | 100  |
| Votantes registrados/Participación | 26 311 643 | 67.6 |
| Fuente: Nohlen & Stöver            |            |      |